# Belphegors Primzahl

Symbol für Belphegors Primzahl: der umgedrehte griechische Buchstabe

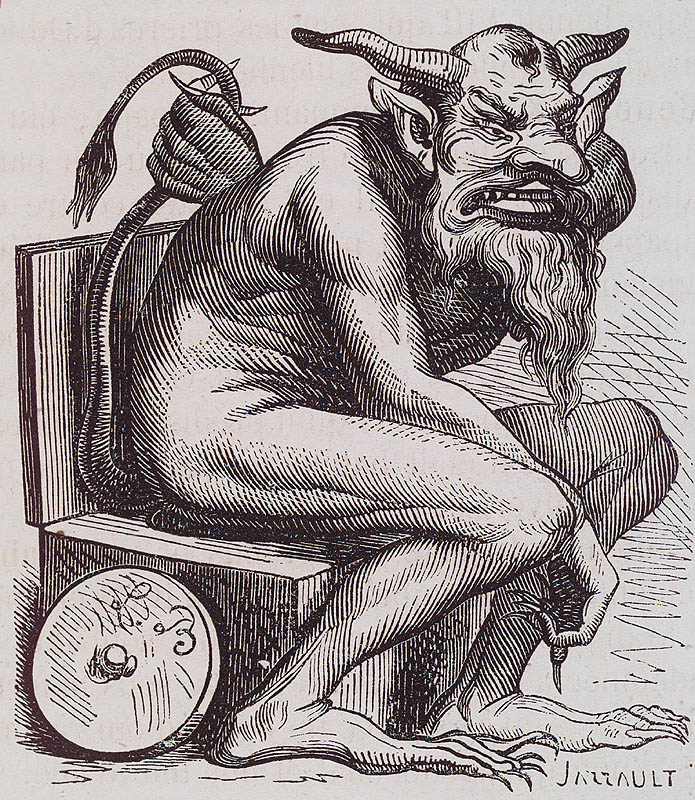
Belphegor, Illustration aus dem Dictionnaire Infernal (1863)

Belphegors Primzahl 1 000 000 000 000 066 600 000 000 000 001 (1000000000000066600000000000001) ist im Dezimalsystem ein Primzahlpalindrom, also eine Primzahl, deren Ziffern von vorn und von hinten gelesen die gleiche Zahl ergeben. Sie wurde von Clifford A. Pickover nach Belphegor, dem Dämon genialer Erfindungen, benannt. Die Zahl hat einige interessante zahlensymbolische Eigenschaften: In der Mitte steht die Zahl 666, auch Zahl des Tieres genannt. Sie ist an beiden Seiten von 13 aufeinanderfolgenden Nullen umgeben und von Einsen eingeschlossen. Sie hat insgesamt 31 Ziffern, die Spiegelzahl der 13.
Belphegors Primzahl ist das vierzehnte Element der Zahlenfolge der Belphegor-Zahlen und nach 16661 die zweite Primzahl in der Folge:
{\displaystyle B_{n}=10^{2n+4}+666\cdot 10^{n+1}+1}
{\displaystyle B_{0}=1\,666\,1}
{\displaystyle B_{13}=1\,\underbrace {0\,000\,000\,000\,000} _{13}\,666\,\underbrace {0\,000\,000\,000\,000} _{13}\,1}
Man kann Belphegors Primzahl auch kurz {\displaystyle B_{13}=10^{30}+666\cdot 10^{14}+1} schreiben.
Die ersten sechs Belphegor-Zahlen {\displaystyle B_{i}} mit {\displaystyle i=0,1,2,\ldots } lauten:
16661, 1066601, 100666001, 10006660001, 1000066600001, 100000666000001, … (Folge A232449 in OEIS)
Nur wenige dieser Belphegor-Zahlen sind Belphegor-Primzahlen. Die kleinsten Belphegor-Primzahlen haben links und rechts der 666 jeweils so viele Nullen, wie die nächste Liste angibt:
0, 13, 42, 506, 608, 2472, 2623, 28291, 181298, … (Folge A232448 in OEIS)
Es sind somit die Zahlen {\displaystyle B_{0}}, {\displaystyle B_{13}}, {\displaystyle B_{42}}, etc. Belphegor-Primzahlen.